# Joey Foster
Joey Foster (ur. 5 lipca 1982 roku w Londynie) – brytyjski kierowca wyścigowy.

## Kariera
Foster rozpoczął karierę w międzynarodowych wyścigach samochodowych w 2000 roku od startów w Formule Vauxhall, gdzie sześciokrotnie stawał na podium, w tym trzykrotnie na jego najwyższym stopniu. Uzbierane 119 punktów pozwoliło mu zdobyć tytuł wicemistrza serii. W późniejszych latach Brytyjczyk pojawiał się także w stawce Festiwalu Formuły Ford, Europejskiego Pucharu Formuły Ford, Brytyjskiej Formuły Ford, Formuły Ford 1600 - Walter Hayes Trophy, Brytyjskiej Formuły Renault, Brytyjskiego Pucharu Porsche Carrera, Formuły Ford Zetec Cooper Tires Championship Series, USF2000 National Championship, Niemieckiej Formuły 3, 24-godzinnego wyścigu Le Mans, Le Mans Series, Australijskiej Formuły Ford, Australijskiej Formuły 3 oraz Speed EuroSeries.

## Wyniki w 24h Le Mans
| Rok  | Zespół                            | Partnerzy                    | Samochód           | Klasa | Okr. | Poz. | Klasa Pos. |
| ---- | --------------------------------- | ---------------------------- | ------------------ | ----- | ---- | ---- | ---------- |
| 2008 | Embassy Racing                    | Warren Hughes Jonny Kane     | Embassy WF01-Zytek | LMP2  | 213  | NU   | NU         |
| 2009 | Advanced Engineering Team Seattle | Patrick Dempsey Don Kitch Jr | Ferrari F430 GT2   | GT2   | 301  | 30   | 9          |